# Crítica textual
La crítica textual és el procés de reconstrucció de la versió original d'una obra literària, usualment perduda, a partir de les versions o còpies posteriors. També inclou l'estudi de les relacions entre còpies, edicions, manuscrits i refundicions d'una mateixa obra. És una branca de la filologia. S'ocupa sobretot de les obres aparegudes abans de la impremta, on l'oralitat de la transmissió i el procés de còpia manual feien aparèixer errors i variacions en la difusió de l'escrit. És d'especial importància, per la rellevància de les variants, la crítica textual aplicada a la Bíblia, que pot afectar la doctrina oficial. La crítica textual també s'anomena ecdòtica.

## Tipus d'errades
Segons Alberto Blecua Perdices hi ha diversos tipus d'errades bàsiques en la transmissió textual:
- errors produïts per la censura
- errors produïts per causes externes (com un manuscrit rosegat o cremat)
- errors deguts al copista:
  - per addició
  - per supressió
  - per alteració de l'ordre
  - per substitució

## Les fases de la crítica textual
La crítica textual clàssica es basa en fases consecutives. Primer es produeix una recol·lecció de totes les variants, còpies i manuscrits, és l'anomenada recensio i collatio. Posteriorment s'intenta establir l'stemma o arbre genealògic que relaciona les diferents versions, per veure quina és l'original. Un cop s'arriba a l'arquetip, que pot correspondre a una versió o estar reconstruït filològicament, s'usa per corregir les versions posteriors (emmendatio).
L'arbre genealògic inclou en lletres de l'alfabet llatí els còdexs o versions existents i en lletres gregues les reconstruïdes, de manera que es pugui traçar tota la història de la tranmissió de l'obra. El principal estudiós dels arbres de transmissió textual va ser Karl Lachmann i el seu detractor més destacat Joseph Bédier, qui considerava que era un mètode reduccionista que no tenia en consideració influències amb salts temporals o socials. Els arbres segueixen les convencions de la cladística per dividir-se en branques i sub-branques.
La selecció de variants per determinar l'arbre es pot dur a terme per evidència externa (la versió està datada, s'inclou en cites posteriors, usa una font determinada...) o interna (segons el tipus de llengua emprat). La variant més complexa, per exemple, acostuma a ser la primera, simplificada per un copista que no la va entendre correctament. La versió amb arcaismes o amb repeticions sol correspondre's també amb l'original.

Exemple d'arbre textual o stemma.